# モンテ・リアル航空基地
モンテ・リアル航空基地（ポルトガル語：Base Aérea de Monte Real）または、第6航空基地（Base Aérea Nº5 、BA5）は、ポルトガルレイリア県モンテ・リアル近郊にあるポルトガル空軍の航空基地。

## 歴史
1959年10月4日に開設され、ノースアメリカン F-86など戦闘機部隊が配置された。

## 配置部隊
ポルトガル空軍
- 第201飛行隊「ファルコンイス（Falcões）」 - 防空・海上阻止
- 第301飛行隊「ジャグワルス（Jaguares）」 - 海上阻止